# Mega Man 7
Mega Man 7, wydana w Japonii jako Rockman 7 Shukumei no Taiketsu! (jap. ロックマン7 宿命の対決!; dosł. „Rockman 7: Ostateczna rozgrywka przeznaczenia!”) – komputerowa gra platformowa na konsolę SNES, stworzona przez firmę Capcom i wydana 24 marca 1995 roku w Japonii, we wrześniu 1995 w Ameryce Północnej oraz w 1995 w Europie. Jest to siódma część serii Mega Man oraz pierwszy i jedyny tytuł, który został wydany na platformę SNES w wersji 16-bitowej.

## Fabuła
Akcja gry rozgrywa się w przyszłości w XXI wieku (rok nie jest jednoznacznie określony) po wydarzeniach z szóstej części gry – Mega Man 6. Cały świat jest wdzięczny Mega Manowi oraz jego przyjaciołom za schwytanie i wtrącenie za kratki Dr. Wily'ego. Jednakże, Dr. Wily od zawsze wiedział, że jego plany mogą skończyć się klęską i przygotował nowy plan. Zamknął w tubach czterech Mistrzów Robotów, które były ukryte w laboratorium, a sześć miesięcy później roboty zostały aktywowane i rozpoczęły poszukiwania swego mistrza. Po sześciu miesiącach roboty przejęły władzę nad miastem. Główny bohater zostaje wezwany do działania i wyrusza wraz z Roll oraz Auto na przejażdżkę po mieście. Po dotarciu na miejsce Mega Man zastaje miasto w ruinach i dowiaduje się, że jest już za późno, aby powstrzymać przebiegłych Mistrzów Robotów przed uwolnieniem Dr. Wily'ego. Mega Man postanawia wyruszyć w drogę, ale zostaje zatrzymany przez tajemniczego robota Bassa oraz jego mechanicznego wilka Treble'a i rozpoczyna z nim walkę. Po wygranej walce Mega Man zyskuje nowego sprzymierzeńca i postanawia za wszelką cenę pokrzyżować plany Dr. Wily'ego oraz wyrusza na bitwę z kolejnymi ośmioma Mistrzami Robotów (są to: Burst Man, Cloud Man, Junk Man, Freeze Man, Slash Man, Spring Man, Shade Man i Turbo Man).